# تلامون ۱۷۴۹

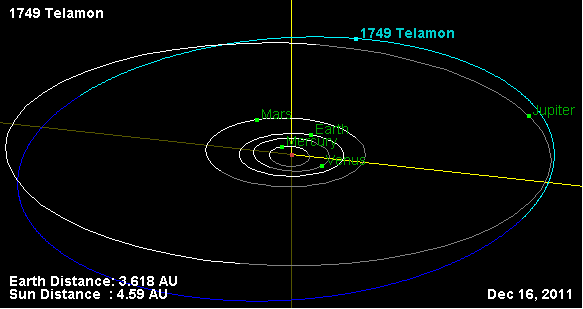
نمایی از محل قرارگیری سیارک تلامون ۱۷۴۹ در مدار - ۲۰۱۱

سیارک ۱۷۴۹ (به انگلیسی: 1749 Telamon، نامگذاری:1949SB) هزار و هفتصد و چهل و نهمین سیارک کشف شده‌است که در ۲۳ سپتامبر ۱۹۴۹ و در هایدلبرگ کشف شد.
قدر مطلق سیارک برابر ۹٫۲۰ است.